# 业亿站
業億站（韓語：업억역）是朝鮮民主主義人民共和國咸镜北道金策市業億里的一個鐵路車站，属于平罗线。

## 邻近车站
平罗线
鶴城站 - 業億站 - 院坪站